# Der Haustyrann
Der Haus-Tyrann, auch Der Haustyrann, ist ein deutscher Schwarzweißfilm aus dem Jahr 1959. Regie führte Hans Deppe, das Drehbuch schrieb Werner P. Zibaso nach dem Bühnenstück bzw. der Komödie Das Ekel von Toni Impekoven und Hans Reimann. Die Hauptrolle der Filmkomödie übernahm Heinz Erhardt. An seiner Seite agiert Grethe Weiser. Bei dem Film handelt es sich um eine Neuverfilmung der Filme Das Ekel von 1931, 1939 und 1957.

## Handlung
Der verwitwete Kaffeehausbesitzer Paul Perlacher ist ein richtiges Ekel. Er tyrannisiert nicht nur seine Familie (Schwester Trude, Tochter Inge, Sohn Alex), sondern auch seine Mieterin, die Klavierlehrerin Amalie Hartung, deren Neffen Hannes und die Klavierschüler. Perlacher will seine ebenfalls recht resolute Mieterin wegen Ruhestörung unbedingt zum Auszug bewegen und zerrt sie sogar vor Gericht – allerdings ohne Erfolg. Selbst die Gäste in dem von ihm betriebenen Kaffeehaus haben unter den Wutausbrüchen des Pedanten zu leiden und kommen nicht wieder. Zu allem Überfluss verliebt sich Perlachers Tochter auch noch in den Neffen der „rebellischen“ Mieterin. Beide spielen überdies in derselben Jazzband.
Perlacher ist unbelehrbar, bis er wegen Beleidigung eines Polizeibeamten (das berühmte Goethe-Zitat aus Götz von Berlichingen) und der renitenten Weigerung, dies zurückzunehmen, selbst vor dem Richter landet. Wegen seines auch dort an den Tag gelegten uneinsichtigen Benehmens wird er zu einer mehrwöchigen Gefängnisstrafe verurteilt. Da sich seine Mieterin Amalie, die wegen des harten Urteils plötzlich Mitleid mit Perlacher hat, in der Verhandlung für ihn einsetzt und dabei schonungslos Kritik am Gericht übt, wird diese ebenfalls zu einer mehrwöchigen Gefängnisstrafe verurteilt. Beide werden zufällig am selben Tag entlassen und begeben sich versöhnt in das Kaffeehaus von Perlacher. Dort haben sich Tochter Inge und ihr Verehrer Hannes Hartung in der Zwischenzeit des verwaisten Lokals angenommen und sind dabei, es zu modernisieren und zu einer Lokalität mit Tanz- und Musikeinlagen ihrer Band umzufunktionieren. Perlacher ist zunächst pessimistisch, nachdem der Betrieb dort aber gut anläuft, steht der allgemeinen Versöhnung nichts mehr im Wege.

## Filmmusik
Willy Hagara singt den Charleston-Schlager:

„Es kann im Frühling sein, Sommer sein, Winter sein. Es kann am Morgen sein, Mittag sein, Abend sein. Für schöne Frauen hab’ ich immer Zeit. Für schöne Frau’n ist mir kein Weg zu weit. Es kann ‘ne Schwarze sein, Blonde sein, Rote sein. Sie muss nur zärtlich sein und sie muss alleine sein.“

Außerdem ist der Sänger mit dem Lied Man liebt nur einmal zu hören.

## Produktionsnotizen
Der Film wurde von der Produktionsfirma KG DIVINA-FILM GmbH & Co. hergestellt. Die Firma gehörte Ilse Kubaschewski, die zugleich Inhaberin des Erstverleihs Gloria-Film GmbH & Co. Filmverleih KG war.
Die Atelieraufnahmen entstanden im Divina-Studio Baldham.
Auf einer Litfaßsäule, an der sich Perlacher und seine Mieterin treffen, klebt ein Plakat, das unter anderem die Namen der Schauspieler Carl Heinz Schroth und Heli Finkenzeller zeigt, die beide in diesem Film nicht mitwirken. Für welches Bühnenstück oder welchen Film es wirbt, ist nicht erkennbar.
Der Film wurde erstmals am 29. Januar 1959 in Karlsruhe im Pali aufgeführt.
Im Vorspann des Films wurde der Name von Heinz Erhardt falsch geschrieben: „Heinz Erhard“. Auch im Trailer für den Film wurde der Name falsch geschrieben: „Heinz Ehrhardt“.

## DVD
Der Film ist am 24. Februar 2004 bei Kinowelt Home Entertainment auf DVD erschienen. Am 9. Dezember 2012 wurde er zudem auf der DVD Heinz Erhardts größte Filmhits veröffentlicht und am 17. März 2011 auf der DVD Heinz Erhardt – Schelm-Edition.

## Kritik
„Ein harmlos erheiternder Unfug, ganz zugeschnitten auf den famos spielenden Heinz Erhardt. Der kontrastreiche, schnelle Szenenwechsel erhöht die Freude am drolligen Spiel, das jedoch zunehmend alberner wird.“

„Bei aller Wertschätzung des Komikers Heinz Erhardt muß vermerkt werden, daß sein darstellerisches Volumen nicht ausreicht, um genau das Gegenteil von dem zu spielen, was er ist. Sein Kompromiß aus angeborenem Frohsinn und filmbefohlenem ‘Ekel’ hat das Odeur einer schmollenden, permanent beleidigten Leberwurst. Erhardt atmet hörbar auf, als er am Schluß den guten Kern des Herrn Perlacher zum Vorschein bringen darf.“